# Lynn Good
Pour les articles homonymes, voir Good.
Lynn Good est une dirigeante d'entreprise américaine.

## Biographie
Lynn Good naît dans l'Ohio. Elle grandit dans la petite ville de Fairfield, située près de Cincinnati. Son père est enseignant, puis directeur d'école. En 1981, elle obtient un Bachelor of Science en comptabilité de l'université Miami (Miami of Ohio),.
Elle travaille durant dix ans pour Arthur Andersen, des cinq grands groupes d'audit financier de l'époque, et se voit confier les dossiers de clients importants. Elle est notamment chargée de l'audit de la Cincinnati Gas & Electric Company, une tâche traditionnellement confiée à un homme. En 1992, elle devient l'une des rares femmes associées chez Arthur Andersen. À la suite de l'affaire Enron, qui aboutit au démantèlement d'Andersen, Lynn Good quitte le cabinet. À partir de 2002, elle est associée chez Deloitte & Touche,.
En 2003, Good est recrutée par Cinergy Corp., entreprise issue de la fusion de Cincinnati Gas & Electric Company et PSI Energy. Elle y occupe le poste de chief financial officer (CFO). Après l'acquisition de Cinergy par Duke Energy, elle dirige la branche commercial businesses de l'entreprise. Elle est nommée CFO et vice-présidente exécutive de Duke Energy en juillet 2009, puis est élue en 2013 au poste de chief executive officer (CEO) par le conseil d'administration. Entrée en fonction en juillet, elle est également vice-présidente du conseil d'administration. Lynn Good est la première femme à diriger Duke Energy, la plus grande compagnie énergétique des États-Unis, qui figure au Fortune 500.
Lyyn Good siège au conseil d'administration de l'Edison Electric Institute, de l'Institute of Nuclear Power Operations et du Bechtler Museum of Modern Art, situé à Charlotte.